# Чон Сан Бён
Чон Сан Бён (천상병; 29 января 1930 г. — 28 апреля 1993 года) — японский и южнокорейский писатель.

## Личная жизнь
Родился в Японии 29 января 1930 года. В 1945 году иммигрировал в Масан (Корея) после освобождения Кореи от Японии, когда Чону было 15 лет и именно тогда, будучи учеником школы, опубликовал своё первое стихотворение «River Water». Своё обучение продолжил в Сеульском университете, до того момента, как в 1967 году он был замешан в инциденте, связанном со шпионажем, и заключен в тюрьму на шесть месяцев, в течение которых его подвергли пыткам. После этого Чон злоупотреблял алкоголем и был найден без сознания на улице своими друзьями, которые предположили, что он мёртв и посмертно опубликовали его стихи. Однако Чон выздоровел и начал плодотворную карьеру.

## Работа
Его стихи написаны сжатым языком с использованием излишних и фривольных оборотов речи, чтобы отвлечь внимание читателя от основной цели писателя: изучить и осветить происхождение Вселенной, существование жизни после смерти и причину человеческих страданий. Его самая известная поэма «Возвращение на небеса» (Gwicheon) о встрече человека с загробной жизнью и его путешествиях от жизни к смерти, как переход от одного мира к другому: «Вернусь на небо я, когда закончится прекрасная прогулка в этом мире».

## Произведения
- 새 (англ. Bird, 1971)
- 주막 에서 (англ. At the Roadside Inn, 1979)
- 저승 가는데 도 여비 가든 다면 (англ. If Even the Journey to Afterlife Costs Money, 1987)
- 나 하늘 로 돌아가네 (англ. I’m Going Back to Heaven, 1993) и др.[3]